# Garbada
Garbada (Gujarati ગરબાડા) ist ein großes Dorf am Ufer des Somnath Talav im Garbada Taluka (Bezirk Dahod) im indischen Bundesstaat Gujarat. Nach Überlieferungen sollte der Ort seinen Namen vom Heiligen Somnath Mandir, Gujarat, erhalten haben, der ein Beispiel für Lord Shiva war. Es ist 222 Kilometer von Ahmedabad und 170 Kilometer von Vadodara entfernt. Der Bezirk Dahod („zwei Grenzen“) liegt im Dreiländereck der Bundesstaaten Gujarat, Rajasthan und Madhya Pradesh. Nach dem Zensus 2011 hatte Garbada 22.691 Einwohner, davon nahezu 90 Prozent Stammesangehörige.
Der Wahlkreis Garbada (Gujarati: ગરબડા વિધાનસભા બેઠક) ist einer der 182 Wahlkreise zum Bundesstaatsparlament von Gujarat im Bezirk Dahod. Dieser Sitz ist für Angehörige der Scheduled Tribes vorbehalten. Die letzte Wahlkreisabgrenzung erfolgte 2008.

## Gesamtzahl der Wähler
| Wahl | Wahllokal | Männliche Wähler | Weibliche Wähler | Andere | Gesamte Wählerschaft |
| ---- | --------- | ---------------- | ---------------- | ------ | -------------------- |
| 2014 | 239       | 107.992          | 109.758          | 0      | 217.750              |

## Mitglieder der gesetzgebenden Versammlung
- 2012 – Chandrikaben Bariya, Indischer Nationalkongress[3]
- 2017 – Chandrikaben Bariya, Indischer Nationalkongress